# Tell es-Sweyhat
Der Tell es-Sweyhat ist ein Siedlungshügel in Syrien aus dem mittleren bis späten 3. Jahrtausend v. Chr.

## Lage
Der Tell befindet sich östlich von Aleppo am Euphrat, rund 60 km flussaufwärts von Raqqa.

## Beschaffenheit
Der nördlich von Habuba Kabira gelegene Siedlungshügel besteht nur aus Tempelanlagen, darunter der Graue-Tempel und der Rote Tempel. Jebel Aruda wurde nicht vom Assad-Stausee überflutet. Sweyhat stammt von 3100 bis 1900 v. Chr. Das Gelände umfasst etwa 45 Hektar und besteht aus einem zentralen, hohen Hügel, etwa 15 Meter über der umgebenden Ebene, sowie einem großen niedrigen Hügel, der  von den Resten eines Erdwalls umgeben ist. Archäologische Ausgrabungen fanden zwischen 1972 und 1975 durch von Syrien, der UNESCO und Großbritannien finanzierte Mission statt.
Eventuell handelte es sich um das in den antiken Texten genannte Burman.